# Berytidae
Berytidae es una familia  de insectos hemípteros.
Son sumamente largos y delgados, de apariencia delicada.

## Biología
No se conoce de muchos de los hábitos de la mayoría de las especies. Se cree que se alimentan de savia como la mayoría de Hemiptera, pero algunos también se alimentan de ácaros o de insectos pequeños.

## Géneros
Subfamilia Berytinae Fieber, 1851 
- Tribu Berytini Fieber, 1851
- Géneros:
  - Apoplymus Fieber, 1859
  - Neides Latreille, 1802
  - Neoneides Stusak, 1989
- Tribu Berytinini Southwood & Leston, 1959
- Géneros:
  - Berytinus Kirkaldy, 1900

Subfamilia Gampsocorinae Southwood & Leston, 1959 
- Tribu Gampsocorini Southwood & Leston, 1959
- Géneros:
  - Gampsocoris Fuss, 1852

Subfamilia Metacanthinae Douglas & Scott, 1865 
- Tribu Metacanthini Douglas & Scott, 1865
- Géneros:
  - Metacanthus A. Costa, 1847
- Tribu Metatropini Henry, 1997
  - Metatropis Fieber, 1859
  - Género: Protacanthus

## Galería

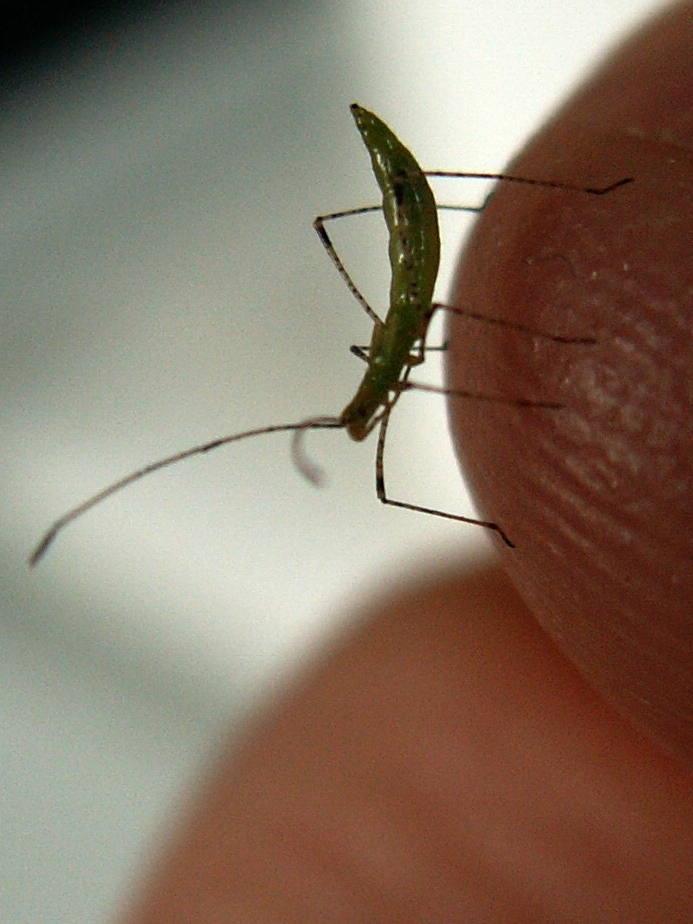
Posiblemente inmaduro
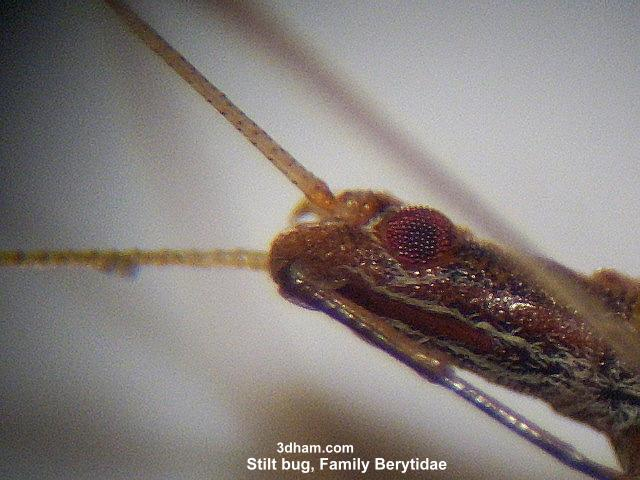

- Metatropis rufescens apareándose
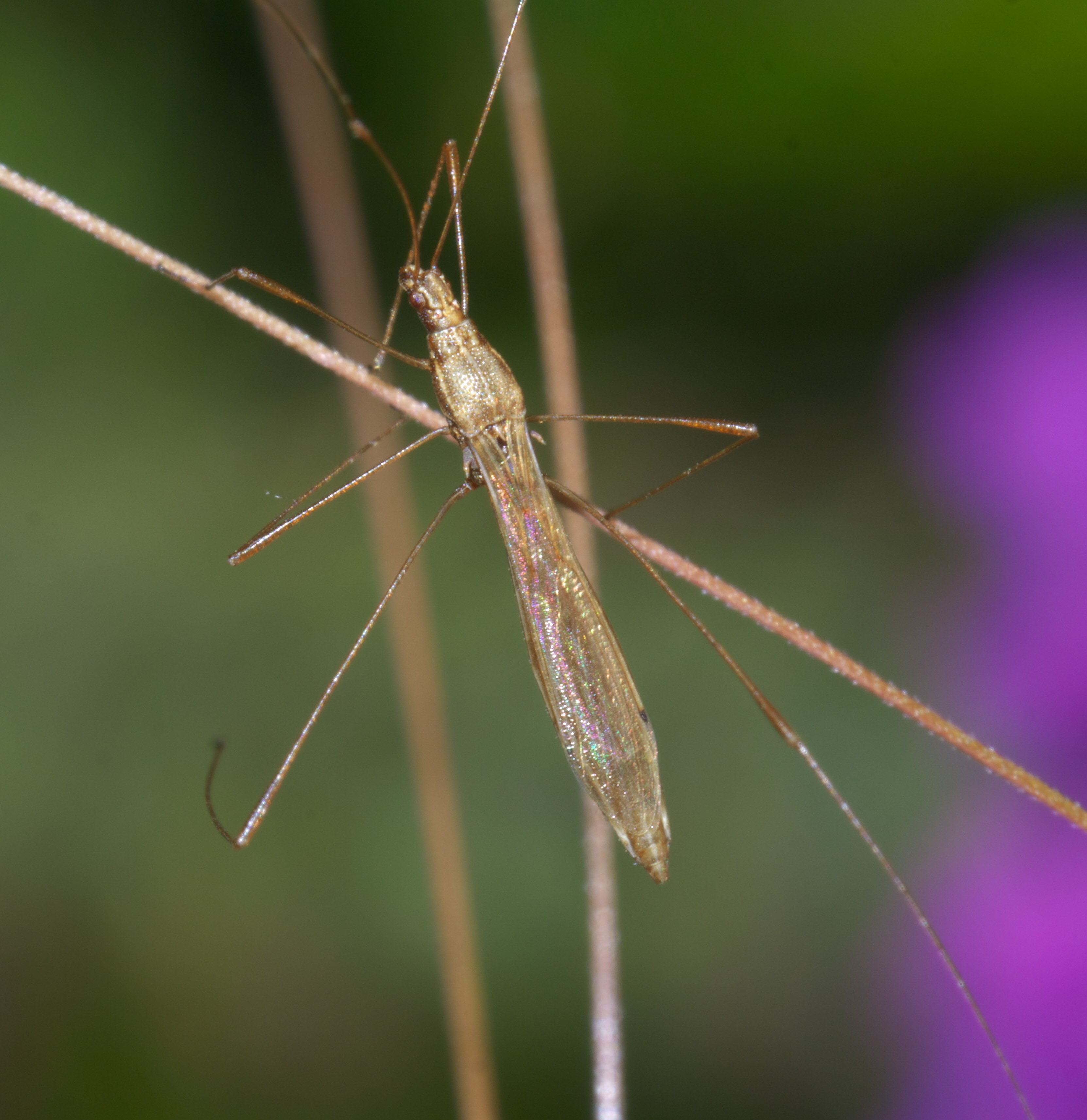
Berytidae